# 871

## Události
- povstání Moravanů proti franské okupaci z roku 870 a rozdrcení franské výpravy
- 4. ledna - Vikingové porazili vojska Wessexu vedená Ethelredem v bitvě u Readingu. V boji padl i Æthelwulf z Berkshire.

## Úmrtí
- Engilšalk I. Hornopanonský, markrabě Panonské marky (* asi 830)
- Ethelred, anglosaský král Wessexu (* kolem 840)

## Hlavy státu
- Velkomoravská říše – Svatopluk I.
- Papež – Hadrián II.
- Anglie – Wessex – Kent – Ethelred – Alfréd Veliký
- Skotské království – Konstantin I.
- Východofranská říše – Ludvík II. Němec
- Západofranská říše – Karel II. Holý
- První bulharská říše – Boris I.
- Kyjevská Rus – Askold a Dir
- Byzanc – Basileios I.
- Svatá říše římská – Ludvík II. Němec